# Tieling, Tieling
Tieling är ett härad som lyder under Tielings stad på prefekturnivå i Liaoning-provinsen i nordöstra Kina.
Tielings härad består av de delar som blev över av häradet då dess huvudort blev ombildat till stadsdistrikt i staden med samma namn, omkring 63 kilometer nordost om provinshuvudstaden Shenyang. 